# Салем-Лекабтамбда
Салем-Лекабтамбда  (также Салем-Лёкабтамбда) — река в России, протекает по Ямало-Ненецкому АО. Длина реки составляет 85 км.
Исток реки находится в южной части полуострова Мамонта на высоте более 9 м над уровнем моря. Преимущественно течёт на северо-запад. Протекает по тундровой местности, берега в среднем и нижнем течении в значительной мере заболочены. Активно меандрирует. В долине реки множество некрупных озёр. Впадает с востока в Гыданскую губу на севере полуострова Мамонта. Ширина в нижнем течении — 50 м при глубине 1,2 м; перед устьем ширина русла достигает 570 м, а глубина — 1,5 м. Скорость течения в низовьях — 0,2 м/с.
Основной приток — река Халмеряха длиной 35 км (левый).

## Данные водного реестра
По данным государственного водного реестра России относится к Нижнеобскому бассейновому округу, водохозяйственный участок — реки бассейна Карского моря от северо-восточной границы бассейна реки Таз до границы бассейна Енисейского залива, речной подбассейн реки — подбассейн отсутствует. Речной бассейн реки — Таз.
Код объекта в государственном водном реестре — 15050000212115300079761.